# Akira Narahashi
Akira Narahashi (名良橋晃?, Narahashi Akira; Chiba, 26 novembre 1971) è un ex calciatore giapponese. Giocò tre partite al mondiale del 1998 con la maglia della Nazionale di calcio giapponese.

## Carriera
Dopo il diploma alla Chiba Eiwa High School nel 1990, Narahashi si unì alla Fujita FC (attuale Shonan Bellmare) che giocava nella Japan Soccer League. Il suo esordio nella J. League avvenne il 12 marzo 1993 contro il Verdy Kawasaki. Il suo debutto con la maglia del Giappone avvenne il 27 settembre 1993 contro l'Australia.
Nel 2000 la presenza del calciatore brasiliano Jorginho lo spinse ad andare ai Kashima Antlers, in cui militò per diverse stagioni.
Alla fine del 2006, i Kashima annunciarono che non gli avrebbero rinnovato il contratto. Narahashi tornò agli Shonan Bellmare nel febbraio del 2007 ma lasciò la squadra nel mese di agosto dello stesso anno.
Il 1º febbraio 2008, ha annunciato il suo ritiro dal calcio professionistico.

## Palmarès

### Club

#### Competizioni internazionali
- Coppa delle Coppe dell'AFC: 1

Bellmare: 1995

### Individuale
- J. League Best Eleven: 1

2001